# Simone Pontello
Simone Pontello -más conocida como Pontello- (São Paulo, 8 de septiembre de 1971) es una ex-jugadora brasileña de baloncesto que ocupaba la posición de pívot.
Fue parte de la Selección femenina de baloncesto de Brasil con la que alcanzó la medalla de oro en los Juegos Panamericanos de 1991 realizados en La Habana y alcanzó el mismo podio en el Campeonato Mundial de Baloncesto femenino en Australia 1994.

## Estadísticas en competencias FIBA
| Año            | Competencia                                                | PPJ | RPJ | APJ |
| -------------- | ---------------------------------------------------------- | --- | --- | --- |
| 1994           | Campeonato Mundial de Baloncesto femenino                  | 2.5 | 1.5 | 0   |
| 1992           | Juegos Olímpicos                                           | 2   | 1   | 0.2 |
| 1992           | Torneo mundial femenino clasificatorio para las olimpíadas | 4   | 0   | 0   |
| 1990           | Campeonato Mundial de Baloncesto femenino                  | 3.4 | 0   | 0   |
| 1989           | Campeonato Mundial de Baloncesto femenino junior           | 5   | 0   | 0   |
| Promedio total | Promedio total                                             | 3.4 | 0.5 | 0   |
| Fuente: FIBA.  |                                                            |     |     |     |